# Karl Maximilian von Thurn und Valsassina
Graf Karl Maximilian von Thurn-Valsassina (* 15. Oktober 1643; † 7. Juli 1716) war wirklicher Geheimer Rat und Landeshauptmann von Mähren. Er erbte die Güter Krassonitz und Zdenkau.

## Leben
Seine Eltern waren Matthias von Thurn-Valsassina (1638–1710) und dessen zweite Ehefrau Maximiliane Constantina von Liechtenstein (1608–1642), Tochter von Gundaker von Liechtenstein.
Karl wurde 1685 kaiserlicher Hofrat und war von 1686 bis 1693 in Wien Vizekanzler des Königreichs Böhmen. Er stieg zum wirklichen Geheimen Rat auf. Aber 1693 musste er Wien verlassen und wurde oberster Mundschenk und Landesrichter in Mähren. Von 1701 bis 1704 war er dann Statthalter von Mähren. Ferner war er Obersthofmeister der verwitweten Kaiserin Eleonore und wurde 1712 mit dem Orden vom Goldenen Vließ ausgezeichnet. Er kaufte 1688 Bittewanky, was er aber 1697 wieder verkaufte.

## Familie
Er heiratete die Gräfin Anna Dorothea von Souches († 12. Februar 1727), eine Tochter des kaiserlichen Feldmarschalls Jean-Louis Raduit de Souches. Das Paar hatte mehrere Kinder, von denen die meisten jung starben, es überlebten:
- Johanna Katharina (* 19. Dezember 1681) ⚭ 1720 Graf Johann Christoph Heinrich von Oedt († 4. Februar 1750), Besitzer von Schloss Götzendorf
- Maria Rosalia (* 1694; † 22. Dezember 1769) ⚭  Johann Baptist Franz Anton von Edling und Haidenschaft († 20. Dezember 1744)[2]
- Maria Isabella, Hofdame
- Johann Matthias (1681–1746)[3][4] Probst zum heiligen Kreuz in Breslau, Domherr in Olmütz[5]
- Franziscus Maria (1675–1749) ⚭ 1708 Gräfin Viktoria Isabela von Czernin (1680–1736)
- Franz Maria Ulrich (* 1691; † 30. Mai 1741), kaiserlicher General, Kammerherr
- Anton Maria (* 1679; † 17. November 1749) ⚭ 1712 Freiin Maria Anna Koza von Hradisch († 14. September 1749)[6]

Seine Erben verkauften 1720 die Güter.